# Turtlehead
Turtlehead był to szkocki zespół punk rockowy. Płyty zespołu wydawane były przez Bad Taste Records. Zespół w 2000 koncertował w Kanadzie. Ostatni koncert zagrali w Edynburu w 2004 z zespołami Leatherface i Handgun Bravado. Grali koncerty z Millencolin, S.N.F.U, Voodoo Glow Skulls i 3 Colours Red and Thumb.

## Dyskografia
- Go (1996)
- Back Slapping Praise From Back Stabbing Men (1996)
- I Preferred Their earlier Stuff (1998)
- Bleeding Hearts and Burnouts (2003)